# Henri Verneuil
Pour les articles homonymes, voir Verneuil.
Henri Verneuil est un réalisateur et scénariste de cinéma français d'origine arménienne, né le 15 octobre 1920 à Rodosto (actuelle Tekirdağ, en Turquie) et mort le 11 janvier 2002 à Bagnolet (Seine-Saint-Denis).
Sa famille est rescapée du génocide arménien et trouve refuge à Marseille où le jeune Achod Malakian grandit et se lance, après des études d'ingénieur et plusieurs années dans le journalisme, dans la réalisation de courts métrages. Accédant aux longs métrages grâce à Fernandel, il se fait connaître en dirigeant la vedette comique dans neuf films dans les années 1950, jusqu'au triomphe international de La Vache et le Prisonnier (1959).
Des années 1960 aux années 1980, il réalise des films, souvent à grand spectacle, devenus pour certains des classiques, notamment Des gens sans importance (1956), La Vache et le Prisonnier (1959), Le Président (1961), Un singe en hiver (1962),  Mélodie en sous-sol (1963), Cent Mille Dollars au soleil (1964), Week-end à Zuydcoote (1964), Le Clan des Siciliens (1969), Le Casse (1971), Peur sur la ville (1975), I… comme Icare (1979) ou encore Mille milliards de dollars (1982). Il tire profit des plus fameux noms du cinéma français tels Jean Gabin, Jean-Paul Belmondo, Alain Delon ou Lino Ventura.
Cinéaste fasciné et influencé par les États-Unis, son succès l'amène à tourner deux films à Hollywood : La Vingt-cinquième heure (1967) et La Bataille de San Sebastian (1969). Il raconte son enfance en 1985 dans un livre intitulé Mayrig (« maman » en arménien), qu'il adapte ensuite dans les années 1990 avec le diptyque intimiste Mayrig et 588, rue Paradis, ses deux ultimes réalisations, menées par Omar Sharif et Claudia Cardinale.
Mésestimé par la critique pour son cinéma populaire, il est néanmoins nommé en 1956 à l'Oscar de la meilleure histoire originale pour Le Mouton à cinq pattes et en 1980 au César du meilleur film et à celui du meilleur scénario original pour I… comme Icare. Le César d'honneur lui est décerné en 1996 pour l'ensemble de sa carrière. Il est élu à l'Académie des beaux-arts en 2000.
Henri Verneuil demeure le réalisateur français ayant réuni le plus de spectateurs dans les salles, avec plus de 91 millions d'entrées en France.

## Biographie

### Origines et formation
Henri Verneuil naît le 15 octobre 1920 sous le nom d'état civil d'Achod Malakian (en arménien : Աշոտ Մալաքյան) à Rodosto, (actuelle Tekirdag) en Turquie, dans une famille arménienne rescapée du génocide arménien perpétré par le gouvernement Jeunes-Turcs de l'Empire ottoman. Son père est Agop Malakian, sa mère Arazi Kirazian. Âgé de 4 ans, Henri Verneuil débarque avec sa famille réfugiée sur le quai de la Joliette à Marseille.
Après des études à l'École des arts et métiers d'Aix-en-Provence d'où il sort diplômé en 1943, il devient journaliste au magazine Horizons en 1944. Au moment de signer un document, il lui est demandé de prendre un pseudonyme. Sans idée particulière, il lève le nez pour regarder les murs autour de lui, observe une affiche mentionnant la ville de Verneuil, et choisit ce nom-là : Henri Verneuil a rapporté l'anecdote dans un entretien qu'il a donné au magazine Télérama, dans les années 1980, à la suite de la publication de son roman Mayrig.

### Les débuts au cinéma
En 1947 a lieu la première rencontre entre Verneuil et Fernandel, pour un court métrage sur Marseille intitulé Escale au soleil : Fernandel, célèbre depuis les années 1930, accepte de tourner avec un réalisateur inconnu.
En 1949, Verneuil « monte » à Paris, où il décroche un emploi comme assistant réalisateur sur le film Véronique de Robert Vernay. Parallèlement, il tourne plus d'une quinzaine de courts métrages, souvent dans une veine humoristique comme On demande un bandit ou L'Art d'être courtier, deux films dont l'acteur principal est Jean Carmet.
Verneuil réalise son premier long métrage La Table-aux-crevés, adaptation d'un livre de Marcel Aymé avec Fernandel qui y interprète Urbain Coindet. C'est l'acteur, alors célèbre, qui impose le jeune cinéaste à la production : « Si ce n’est pas le jeune Verneuil, je ne fais pas le film », affirme-t-il.
Jusqu'en 1955, les deux hommes collaborent régulièrement. Ce sera Le Fruit défendu, Brelan d'as avec également Michel Simon, Le Boulanger de Valorgue, Carnaval, L'Ennemi public numéro un et Le Mouton à cinq pattes, film à sketches dans lequel Fernandel joue cinq rôles et où apparaît brièvement Louis de Funès. Grand succès commercial en France, Le Mouton à cinq pattes sera de plus nommé pour l'Oscar du meilleur scénario.
Henri Verneuil connaît la consécration nationale en 1956 avec Des gens sans importance, drame sentimental avec Jean Gabin et Françoise Arnoul d'après le roman de Serge Groussard. Première des cinq collaborations entre Verneuil et Gabin, ce film est un des rares de l'époque à aborder de front le thème de l'avortement. Le film est la seule œuvre de Verneuil saluée par les artistes de la Nouvelle Vague.
Suivent d'autres films comme Paris, Palace Hôtel, une comédie avec Charles Boyer et à nouveau Françoise Arnoul, Une manche et la belle, adaptation d'un roman noir de James Hadley Chase avec Henri Vidal et Mylène Demongeot, Maxime avec Michèle Morgan et Le Grand Chef qui marque ses retrouvailles avec Fernandel.

### La consécration internationale
En 1959, toujours avec Fernandel, Verneuil tourne La Vache et le Prisonnier, comédie se déroulant durant la Seconde Guerre mondiale. Ultime collaboration entre les deux hommes, le film obtient un succès mondial.
En 1961, la MGM passe une commande de trois films avec le trio Henri Verneuil (à la réalisation), Jean Gabin (acteur principal) et Michel Audiard (au scénario). De cette collaboration naît d'abord, en 1961, Le Président, drame politique inspiré d'un roman de Georges Simenon. Suit, en 1962, Un singe en hiver, comédie dramatique adaptée d'un roman d'Antoine Blondin dont Gabin partage la vedette avec Jean-Paul Belmondo. Le contrat se termine avec Mélodie en sous-sol, lancé en 1963, « film de casse » où, cette fois-ci, Gabin côtoie Alain Delon. Ce dernier film offre définitivement au cinéaste sa réputation à l'échelon international.
Dès lors, Henri Verneuil acquiert le statut de réalisateur de super-productions avec des stars internationales. Malgré les critiques de la Nouvelle Vague, qui voient en lui un représentant du « cinéma de papa », Verneuil continue de tourner, enchaînant avec Cent Mille Dollars au soleil, film d'aventure se déroulant en Afrique et réunissant Jean-Paul Belmondo, Lino Ventura et Bernard Blier. Suit le drame de guerre Week-end à Zuydcoote toujours avec Belmondo en 1964. Il part ensuite aux États-Unis tourner La Vingt-cinquième heure sorti en 1967 et La Bataille de San Sebastian sorti en 1969, tous les deux avec Anthony Quinn.

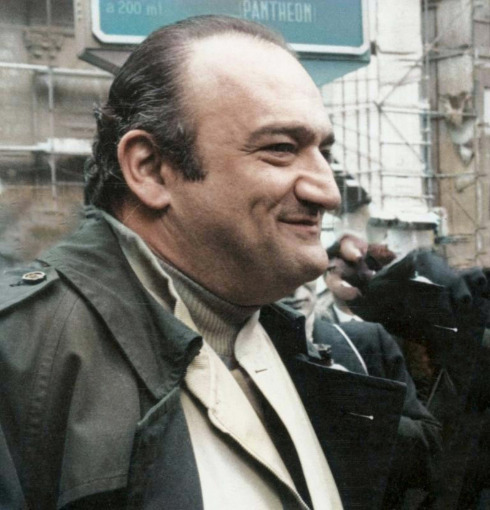
Henri Verneuil en 1969 à Rome, dirigeant le tournage du film Le Clan des Siciliens.

De retour en France, avec l'appui de la 20th Century Fox, il met en scène Le Clan des Siciliens en 1969. Ce drame policier réunit trois grandes stars du cinéma français, Jean Gabin, Lino Ventura et Alain Delon, et sera un des grands succès commerciaux de la carrière de Verneuil.

### Les années 1970
Henri Verneuil continue d'enchaîner des succès. Pour la Columbia Pictures, il produit et réalise Le Casse en 1971 : film d'action où il réunit Jean-Paul Belmondo, Omar Sharif, Robert Hossein, Nicole Calfan, Dyan Cannon et Renato Salvatori ; puis Le Serpent en 1973 : film d'espionnage autour de Yul Brynner, Henry Fonda, Dirk Bogarde, Philippe Noiret, Michel Bouquet et Farley Granger
En 1975, il retrouve Jean-Paul Belmondo, qui devient son acteur fétiche, dans Peur sur la ville, polar produit par le comédien.

### Films politiques
Henri Verneuil, sans quitter le terrain du cinéma-spectacle, oriente son œuvre vers la critique politique. Toujours avec Jean-Paul Belmondo, il met en scène Le Corps de mon ennemi en 1976, critique d'un milieu politico-bourgeois qui se compromet avec l'univers du crime. Il crée ensuite sa propre société de production, V Films, qui lui permet de mettre en chantier I… comme Icare avec Yves Montand. Le cinéaste s'inspire des expériences de Stanley Milgram sur la soumission à l'autorité et des thèses de la conspiration sur l'assassinat du président américain John Fitzgerald Kennedy en 1963, pour construire une enquête politique dont la réalisation aboutira en 1979. Puis il enchaîne, en 1982, avec Mille milliards de dollars, interprété par Patrick Dewaere, dans lequel il critique les multinationales et la mondialisation.

### Fin de carrière
Il réalise son dernier film à caractère commercial en 1984, Les Morfalous, avec Jean-Paul Belmondo qu'il retrouve pour la septième et dernière fois. Le film s'éloigne du ton social de ses deux œuvres précédentes. Le film connaît un bon succès populaire, malgré une critique plutôt négative. En 1989, il réalise le clip de Pour toi, Arménie, chanson caritative à succès enregistrée, sous l'égide de Charles Aznavour, auteur des paroles sur une musique de Georges Garvarentz, et enregistrée par 89 artistes français pour l'association de Charles Aznavour, Aznavour pour l'Arménie, lancée par ce dernier à la suite du tremblement de terre survenu en Arménie le 7 décembre 1988.
Dans les années 1990, Henri Verneuil change totalement de registre et se lance dans la réalisation de films intimistes. En 1991, il écrit et met en scène Mayrig (« maman » en arménien) avec Omar Sharif et Claudia Cardinale. Le film est une adaptation de son propre roman, écrit en 1985 pour rendre hommage à sa mère décédée quelques années plus tôt. Le livre est traduit dans trente-sept langues. Il met en chantier une suite l'année suivante avec 588, rue Paradis. Richard Berry qui fut narrateur dans le premier volet, rejoint la distribution. Le film clôt la carrière du cinéaste.
En 1996, il reçoit un César d'honneur pour l'ensemble de son œuvre. La même année un film documentaire, Henri Verneuil 50 ans de cinéma, relatant la carrière du cinéaste, voit le jour.
Le 29 mars 2000, il est élu à l'Académie des beaux-arts au fauteuil du peintre Yves Brayer (1907-1990), à la suite du transfert d'un fauteuil de la section de peinture à la section cinéma et audiovisuel en 1998. Il prononce à cette occasion un discours. Régis Wargnier lui succède en 2007 et prononce son éloge sous la Coupole le 1er février 2012.

### Mort
Le vendredi 11 janvier 2002, Henri Verneuil meurt d'une crise cardiaque à Bagnolet dans la clinique Floréal, à l'âge de 81 ans. Ses obsèques religieuses sont célébrées le jeudi 17 janvier 2002 en la cathédrale Saint-Jean-Baptiste de Paris, rue Jean-Goujon, en présence de personnalités, notamment Alain Delon, Charles Aznavour, Pierre Cardin, Gérard Oury, Pierre Schoendoerffer, Claudia Cardinale, Jean Piat, Michel Drucker, Guy Lux, Daniel Toscan du Plantier et Georges Cravenne. Il est ensuite enterré au cimetière Saint-Pierre à Marseille.
Lors de l'inhumation, sa fille Sophie déclare :

« Mon père était un homme de principes, de rigueur et d'honneur. Tout autant qu'un grand cinéaste, il aura d'abord été le père magistral de quatre enfants qu'il aimait d'un amour plein de pudeur, sans extravagance, sans complaisance, mais avec la solidité d'un roc. Si je devais ne retenir qu'une image de lui, ce serait celle de sa fierté quand il est entré à l'Académie des beaux-arts. Si heureux d'être resté Achod Malakian tout en étant devenu Henri Verneuil, il disait toujours : Arménien je suis, mais plus Français que moi, tu meurs ! »

### Vie privée
Henri Verneuil a une fille, Sophie Malakian, vétérinaire, et un fils, le réalisateur Patrick Malakian, né le 27 août 1963, de son union avec la monteuse et actrice Françoise Bonnot (17 août 1939 - 9 juin 2018).
De son mariage en 1984 avec l'égyptologue et écrivaine Véronique Sedro (née le 7 avril 1958), dont il divorce en 2000, il a deux enfants : Sevan Malakian, né le 12 août 1985, et Gaya Verneuil (Gayané Malakian), née en 1989.
En 2007, son fils Sevan participe à la saison 7 du télé-crochet Star Academy.
Sa fille Gayané est comédienne sous le nom de Gaya Verneuil. Après avoir participé à la série télévisée Candice Renoir jusqu'en 2017, elle s'oriente vers le théâtre. Elle s'installe ensuite aux États-Unis[réf. souhaitée].

## Filmographie

### Courts métrages
- 1947 : Escale au soleil
- 1948 : Cuba à Montmartre
- 1948 : Rythmes de Paris
- 1948 : Un juré bavard
- 1949 : À la culotte de zouave
- 1949 : À qui le bébé ?
- 1949 : Entre deux trains
- 1949 : La Kermesse aux chansons
- 1949 : Les Nouveaux Misérables
- 1949 : Trente-troisième chambre
- 1949 : Une journée avec Jacques Hélian et son orchestre
- 1950 : Les chansons s'envolent
- 1950 : Pipe chien commentaires dits par François Perier
- 1950 : On demande un bandit
- 1950 : Maldonne
- 1950 : La Légende de Terre-Blanche
- 1950 : L'Art d'être courtier
- 1951 : Compositeurs et Chansons de Paris
- 1951 : Un curieux cas d'amnésie

### Longs métrages

#### Années 1950
- 1951 : La Table-aux-crevés (+ scénariste)
- 1952 : Le Fruit défendu (+ scénariste)
- 1952 : Brelan d'as
- 1953 : Le Boulanger de Valorgue
- 1953 : Carnaval
- 1954 : L'Ennemi public numéro un
- 1954 : Le Mouton à cinq pattes (+ scénariste)
- 1955 : Les Amants du Tage
- 1956 : Des gens sans importance (+ scénariste)
- 1956 : Paris, Palace Hôtel (+ scénariste)
- 1957 : Une manche et la belle (+ scénariste)
- 1958 : Maxime (+ scénariste)
- 1959 : Le Grand Chef (+ scénariste)
- 1959 : La Vache et le Prisonnier (+ scénariste)

#### Années 1960
- 1960 : L'Affaire d'une nuit
- 1960 : La Française et l'Amour - segment "L'Adultère" (co-réalisation)
- 1961 : Le Président (+ coscénariste)
- 1961 : Les lions sont lâchés
- 1962 : Un singe en hiver (+ scénariste)
- 1963 : Mélodie en sous-sol (+ scénariste)
- 1964 : Cent Mille Dollars au soleil (+ scénariste)
- 1964 : Week-end à Zuydcoote
- 1967 : La Vingt-cinquième Heure (+ scénariste)
- 1969 : La Bataille de San Sebastian (The Guns for San Sebastian)
- 1969 : Le Clan des Siciliens (+ scénariste)

#### Années 1970
- 1971 : Le Casse (+ scénariste)
- 1973 : Le Serpent (+ scénariste)
- 1975 : Peur sur la ville (+ scénariste)
- 1976 : Le Corps de mon ennemi (+ scénariste)
- 1979 : I… comme Icare (+ scénariste)

#### Années 1980
- 1982 : Mille milliards de dollars (+ scénariste)
- 1984 : Les Morfalous (+ scénariste)

#### Années 1990
- 1991 : Mayrig (+ scénariste)
- 1992 : 588, rue Paradis (+ scénariste)

### Résultats au box-office
Selon les statistiques enregistrées depuis 1945, Henri Verneuil est le réalisateur français qui a rassemblé le plus de spectateurs au cours de sa carrière : avec ses trente-quatre films, il a atteint 91,58 millions d'entrées au total et, en moyenne, il a réalisé 2,69 millions d'entrées par film.
| Film                         | Année | Box office France | Classement annuel |
| ---------------------------- | ----- | ----------------- | ----------------- |
| La Table-aux-crevés          | 1952  | 3 120 959         | 17e               |
| Le Fruit défendu             | 1952  | 4 002 100         | 8e                |
| Brelan d'As                  | 1952  | 1 721 215         | 32e               |
| Le Boulanger de Valorgue     | 1953  | 3 727 977         | 14e               |
| Carnaval                     | 1953  | 2 121 032         | 28e               |
| L'Ennemi public numéro un    | 1954  | 3 754 112         | 15e               |
| Le Mouton à cinq pattes      | 1954  | 4 136 843         | 9e                |
| Les Amants du Tage           | 1955  | 1 800 291         | 36e               |
| Des gens sans importance     | 1956  | 2 394 712         | 29e               |
| Paris, Palace Hôtel          | 1956  | 2 260 893         | 31e               |
| Une manche et la belle       | 1957  | 1 326 583         | 40e               |
| Maxime                       | 1958  | 1 978 792         | 36e               |
| Le Grand Chef                | 1959  | 2 296 698         | 31e               |
| La Vache et le Prisonnier    | 1959  | 8 844 199         | 1er               |
| L'Affaire d'une nuit         | 1960  | 928 349           | 78e               |
| La Française et l'Amour      | 1960  | 3 056 736         | 14e               |
| Le Président                 | 1961  | 2 784 241         | 18e               |
| Les lions sont lâchés        | 1961  | 2 054 954         | 27e               |
| Un singe en hiver            | 1962  | 2 417 209         | 15e               |
| Mélodie en sous-sol          | 1963  | 3 518 083         | 7e                |
| Cent Mille Dollars au soleil | 1964  | 3 441 118         | 6e                |
| Week-end à Zuydcoote         | 1964  | 3 154 140         | 8e                |
| La Vingt-cinquième heure     | 1967  | 1 606 984         | 23e               |
| La Bataille de San Sebastian | 1969  | 886 992           | 35e               |
| Le Clan des Siciliens        | 1969  | 4 821 585         | 3e                |
| Le Casse                     | 1971  | 4 410 120         | 6e                |
| Le Serpent                   | 1973  | 1 356 376         | 27e               |
| Peur sur la ville            | 1975  | 3 948 746         | 2e                |
| Le Corps de mon ennemi       | 1976  | 1 771 161         | 16e               |
| I… comme Icare               | 1979  | 1 829 220         | 17e               |
| Mille milliards de dollars   | 1982  | 1 190 673         | 34e               |
| Les Morfalous                | 1984  | 3 621 540         | 5e                |
| Mayrig                       | 1991  | 829 449           | 37e               |
| 588, rue Paradis             | 1992  | 470 611           | 65e               |
| Total                        | -     | 91 584 693        | -                 |

## Distinctions

### Récompenses
- En 1973, il obtient le prix Nessim-Habif.
- En 1986, il reçoit le prix Saint-Simon pour son autobiographie Mayrig.
- En 1996, il obtient un César d'honneur pour l'ensemble de sa carrière.

### Nominations
- En 1956, il est nommé pour l'Oscar du meilleur scénario pour Le Mouton à cinq pattes.
- En 1980, il est nommé pour le César du meilleur scénario pour I… comme Icare.

### Autres distinctions
- Le 29 mars 2000, il est élu à l'Académie des beaux-arts au fauteuil du peintre Yves Brayer (1907-1990).
- Étoile sur le Walk of Fame à Erevan.

### Hommages
- Rue Henri-Verneuil dans le 19e arrondissement de Paris.
- Place Henri-Verneuil à Marseille.
- Cinéma Henri Verneuil à La Valette-du-Var.
- Rue Henri-Verneuil à Erevan.